# Jalen N’Gonda
Jalen Putteho Ngonda, mais conhecido como Jalen N'Gonda (Maryland, 1994), é um cantor e compositor estadunidense de soul music. N'Gonda demonstra clara influência de Marvin Gaye.
Atualmente faz parte do casting da gravadora Daptone Records, que é notória por abrigar artistas com uma sonoridade que evoca as décadas de 1960 e 1970.